# Мамдзышха
Мамдзышха (абх. Мамӡы́шьха) — гора в Республике Абхазия; находится в шести километрах от города Гагры. Высота — 1873 метра над уровнем моря. С обратной стороны к ней примыкает хребет Мамдзышха, по которому можно спуститься к знаменитому Голубому озеру.
В начале XX века к вершине Мамдзышхи была проложена спроектированная Иосифом Малакиевичем Маруашвили дорога — извилистый серпантин длиной 30 километров, которую при власти Советского Союза почти всю покрыли асфальтом. На вершине планировалось создать горнолыжный курорт с канатной дорогой и гостиницами. Вдоль дороги на разных высотах устроены смотровые площадки. В ясную погоду с высоты птичьего полёта открывается великолепная панорама на черноморское побережье от Сухума до Сочи, особенно — на Гагры и Пицунду. Видно, как воды реки Бзыбь впадают в Чёрное море, как на Колхидской низменности цветут сады и как тают ледники горного массива Арабика. Во время грузино-абхазского конфликта за гору шли ожесточённые бои. Мамдзышха имеет стратегическое значение для Абхазии. Вдоль неё проходят все основные дороги, связывающие республику с Россией.
Гора вся покрыта непроходимым зелёным массивом, за исключением самой вершины. Из-за сильных ветров на вершине горы растет только трава. Вершина Мамдзышхи находится в зоне альпийских лугов. Восемь месяцев в году Мамдзышха покрыта снегом. В остальное время организуются восхождения на русских внедорожниках («УАЗиках») и на лошадях. На вершине горы пастухи пасут скот и угощают туристов чабрецовым чаем и альпийским сыром. Также с горы можно спуститься на параплане. Подъём займет пару часов, а спуск на Гагрский городской пляж — от 30 минут.